# Oxytropis seravschanica
Oxytropis seravschanica är en ärtväxtart som beskrevs av Nikolai Fedorovich Gontscharow. Oxytropis seravschanica ingår i släktet klovedlar, och familjen ärtväxter. Inga underarter finns listade i Catalogue of Life.